# Anneli Kiljunen
Leila Anneli Kiljunen, född Käkelä 17 september 1957 i Villmanstrand, är en finländsk socialdemokratisk politiker. Hon är ledamot av Finlands riksdag sedan 2003. Hennes far Valto Käkelä var riksdagsledamot.
Kiljunen omvaldes i riksdagsvalet 2015 med 5 418 röster från Sydöstra Finlands valkrets.

## Utmärkelser
- Riddartecknet av I klass av Finlands Vita Ros’ orden,  6 december 2022[3]

[Redigera Wikidata]